# La missatgera
La missatgera (originalment en anglès, The Courier) és una pel·lícula de ficció criminal acció del 2019 dirigida per Zackary Adler, a partir d'un guió d'Andy Conway i Nicky Tate. És protagonitzada per Olga Kurylenko, Gary Oldman, Amit Shah, Alicia Agneson, Greg Orvis, Craig Conway, William Moseley i Dermot Mulroney.
La pel·lícula es va estrenar als Estats Units el 22 de novembre de 2019 amb la distribució de Lionsgate i al Regne Unit el 20 de desembre de 2019 amb Signature Entertainment. S'ha doblat en català i es va incorporar al catàleg de FilminCAT el 7 de juliol de 2022.

## Sinopsi
Ezekiel Mannings, un ric home de negocis i famós cap criminal que es troba sota arrest domiciliari a Nova York, busca eliminar Nick Murch, l'únic testimoni que pot vincular-lo a un assassinat. Murch és segrestat en una habitació segura molt vigilada a Londres per tal de declarar contra Mannings mitjançant una videoconferència als Estats Units. Una missatgera sense nom i antiga soldat d'operacions especials lliura un paquet a la sala segura, sense saber que el paquet conté una arma de gas cianur destinada a matar en Nick. Ella rescata en Nick de l'atac i descobreix que la seva protecció ha quedat danyada. Els dos estan atrapats en un aparcament subterrani ple d'homes fortament armats que han estat enviats per acabar la feina. Els assassins tenen una hora per trobar i matar en Nick i la missatgera abans que arribi la policia, però ella els mata a tots en una batalla brutal i transporta un Nick greument ferit a un hospital. Sobreviu per declarar contra Mannings.

## Repartiment
- Olga Kurylenko com a la missatgera
- Gary Oldman com a Ezekiel Mannings
- Amit Shah com a Nick Murch
- Alicia Agneson com a agent Simmonds
- Greg Orvis com el franctirador
- Craig Conway com a agent Parlow
- William Moseley com a agent Bryant
- Dermot Mulroney com a agent especial Roberts
- Calli Taylor com a Alys Mannings